# Raga Rock
Raga Rock war vor allem zwischen 1965 und 1970 eine populäre Strömung in der Rockmusik, die Klangfarbe, an Ragas angelehnte melodische Elemente und Musikinstrumente der indischen Musik wie die Sitar zu adaptieren versuchte.
Vielfach beschränkten sich diese Versuche auf die klangliche Exotik der Instrumente und auf einfache, naive Nachahmungen der klassischen indischen Musik. Die kulturellen Unterschiede zwischen den europäisch-afroamerikanischen Musiziertechniken und denen der indischen Musik waren vermutlich zu gravierend und daher nur schwer zu vereinen. Vertreter dieser Strömung waren in den 1960er Jahren vermehrt in den Charts vertreten und der Raga Rock erlebte mit der britischen Band Kula Shaker Mitte der 1990er Jahre eine kurzzeitige Renaissance.
Es begann im Juli 1965 mit der Veröffentlichung der Single See My Friends von der Gruppe The Kinks. Ein Zwischenstopp in Mumbai, während einer Reise nach Australien und Neuseeland im Januar 1965, inspirierte Ray Davies, den Sänger und Komponisten der Kinks, zu diesem Stück. Die Beatles (Norwegian Wood (This Bird Has Flown), 1965; Love You To, 1966; Within You Without You, 1967) unternahmen ebenfalls Versuche dieser Art. Begeistert von Ravi Shankars Sitarmusik reiste George Harrison 1966 für sechs Wochen nach Indien, um bei Shankar persönlich das Sitarspiel zu lernen. Auch die Gruppen Yardbirds, Jefferson Airplane und John McLaughlins Mahavishnu Orchestra sowie Bluesmusiker Paul Butterfield (East West, 1966) verwendeten Elemente des Raga Rock. Ebenso werden die Byrds (Eight Miles High, 1966) und die Incredible String Band mit dem Begriff in Verbindung gebracht.
Im Concert for Bangladesh 1971 traten indische und westliche Musiker getrennt auf die Bühne, ein Zeichen, wie wenig Zusammenspiel in den Jahren zuvor kultiviert wurde.

## Beispiele
- 1965: See My Friends von The Kinks
- 1965: Norwegian Wood (This Bird Has Flown) von The Beatles
- 1966: Eight Miles High / Why von The Byrds
- 1966: Paint It Black von The Rolling Stones
- 1966: Bus Stop von The Hollies
- 1966: Love You To von The Beatles
- 1966: Guinevere von Donovan
- 1967: Hole In My Shoe, Paper Sun von Traffic
- 1967: Green Tambourine von The Lemon Pipers
- 1968: Moog Raga (Instrumental) von The Byrds